# House of Gold
House of Gold – czwarty singiel amerykańskiego duetu muzycznego Twenty One Pilots z albumu Vessel (2013), wydany 18 marca 2014 roku przez Fueled by Ramen. Piosenka została napisana przez Tylera Josepha.

## O utworze
Utwór jest utrzymany w koncepcji indie folku i pop rocka z elementami soft rocka. W utworze najbardziej charakterystyczne jest ukulele oraz partie pianina. Utwór też został nagrany i wydany w nieco innej wersji na albumie Regional at Best (2011). Obie wersje utworu nie różnią się prawie niczym (oprócz barwy wokali i niektórych instrumentów z nagrania).

## Teledysk
Teledysk przedstawia obu muzyków duetu: Tylera Josepha grającego na ukulele oraz Josha Duna grającego na tamburynie i bębnie. Na teledysku noga (uderzająca w oponę traktora) albo ręka Josha (stukająca w podwozie samochodu) udaje dźwięki bębna wielkiego. Akcja teledysku dzieje się tuż przed domem Will Smitha.

## Lista utworów
- House of Gold – 2:43

## Twórcy utworu

### Twenty One Pilots
- Tyler Joseph – wokal, pianino, syntezatory, ukulele, programowanie
- Josh Dun – perkusja, instrumenty perkusyjne, tamburyn

### Pozostali twórcy
- Greg Wells – syntezatory, programowanie